# Eliodoro Cereceda
Luis Eliodoro Cereceda Arancibia (San Vicente de Tagua Tagua, 24 de abril de 1899-Santiago, 20 de marzo de 1992) fue un profesor chileno, galardonado con el Premio Nacional de Ciencias de la Educación en 1989.
Estudió en el Internado Nacional Barros Arana (INBA) y posteriormente ingresó a la carrera de Pedagogía en Ciencias Biológicas y Química en el Instituto Pedagógico de la Universidad de Chile, titulándose en 1925. Trabajó como profesor en el Liceo Manuel Barros Borgoño, el Liceo Miguel Luis Amunátegui, el Colegio Saint George y el INBA. En este último ejerció como rector entre 1960 y 1970.
Se casó con Emma Bravo Almeida, con quien tuvo siete hijos, uno de ellos el abogado y juez Hernán Cereceda.